# San Andrés de Cuerquía
San Andrés de Cuerquía är en kommun i Colombia.   Den ligger i departementet Antioquía, i den nordvästra delen av landet, 300 km nordväst om huvudstaden Bogotá. Antalet invånare är 7 367.